# Tomasz Szubrycht
Tomasz Ryszard Szubrycht (ur. 1 października 1963 w Gdyni) – wojskowy i naukowiec w specjalności bezpieczeństwo międzynarodowe i obronność państwa, jeden z czołowych współczesnych polskich specjalistów z zakresu strategii sił morskich. Kontradmirał Marynarki Wojennej Rzeczypospolitej Polskiej.

## Służba wojskowa i praca naukowa
Ukończył studia wyższe w Wyższej Szkole Marynarki Wojennej w Gdyni w 1987 z pierwszą lokatą. W tym roku rozpoczął służbę w Grupie Okrętów Rozpoznawczych 3 Flotylli Okrętów. W 1990 został zastępcą dowódcy okrętu ds. rozpoznawczych na ORP „Hydrograf”, a w 1996 dowódcą tego okrętu. W 1999 ORP „Hydrograf” pod jego dowództwem uzyskał tytuł najlepszego okrętu MW RP. Ukończył z wyróżnieniem zarówno Naval Amphibious School w San Diego, jak i studia podyplomowe w Naval War College w Newport (Rhode Island). W 2002 jeszcze jako dowódca okrętu obronił z wyróżnieniem rozprawę doktorską na Wydziale Nawigacji i Uzbrojenia Okrętowego Akademii Marynarki Wojennej w Gdyni. Od grudnia tego roku objął stanowisko adiunkta w AMW, a w 2005 r. funkcję kierownika Ośrodka Analiz Decyzyjnych i Działań Morskich na Wydziale Dowodzenia i Operacji Morskich AMW. W 2009 na Wydziale Bezpieczeństwa Narodowego Akademii Obrony Narodowej obronił rozprawę habilitacyjną pt. „Zrównoważenie sił morskich w polityce morskiej europejskich państw NATO”.
W 2012 został dziekanem Wydziału Dowodzenia i Operacji Morskich. W tym czasie wydział uzyskał między innymi uprawnienia habilitacyjne oraz rozpoczęto Wojskowe Szkolenie Studentów Cywilnych.
W 2013 uzyskał tytuł profesora nauk społecznych.
23 stycznia 2015 został powołany na stanowisko Rektora-Komendanta AMW. Pod jego kierownictwem postępuje umiędzynarodowienie uczelni, zwiększono wymianę międzynarodową studentów i nauczycieli, w tym na kierunkach wojskowych znalazły się zwarte grupy studentów z Kataru, Kuwejtu i od 2016 Arabii Saudyjskiej.
Jest twórcą i redaktorem naczelnym „Rocznika Bezpieczeństwa Morskiego”. Aktywnie współpracuje z Ligą Morską i Rzeczną, Polskim Towarzystwem Nautologicznym oraz stowarzyszeniem Rada Budowy Okrętów.
W dniu 29 listopada 2018 został mianowany na stopień kontradmirała.

## Odznaczenia
- Złoty Krzyż Zasługi (2020)[5]
- Brązowy Krzyż Zasługi (2006)[6]
- Morski Krzyż Zasługi (2018)[7]

## Wybrane publikacje
- Tomasz Szubrycht, Zrównoważenie sił morskich w polityce morskiej europejskich państw NATO, Warszawa 2008.
- Tomasz Szubrycht, Bezpieczeństwo morskie państwa. Zarys problemu, Gdynia 2011.
- Tomasz Szubrycht, Strategie, doktryny morskie. Zarys problematyki, Gdynia 2013, s. 380, ISBN 978-83-937052-0-7.